# Kansendria kansiensis
Kansendria kansiensis är en insektsart som beskrevs av Leonard D. Tuthill 1930. Kansendria kansiensis ingår i släktet Kansendria och familjen dvärgstritar. Inga underarter finns listade i Catalogue of Life.